# Лотнер, Карл
Карл Лотнер (нем. Carl Friedrich Lottner; 20 июня 1834, Берлин — 15 апреля 1873, Дублин) — немецкий языковед.
С 1851 по 1854 год изучал сравнительную лингвистику и общую филологию в Берлине под руководством Якоба Гримма и Франца Боппа. После этого в течение нескольких лет был школьным учителем, намереваясь затем стать преподавателем в университете. Не найдя в итоге работы на родине, он в 1858 году уехал преподавать языкознание в Эдинбург, в 1859 году переехал в Лондон, а в 1860 году — в Дублин, где стал преподавателем Тринити-колледжа, прожив там до конца жизни. Занимал должность профессора санскрита, также работал в библиотеке колледжа. Какими-либо событиями его жизнь богата не была, он никогда не был женат и вёл отшельнический образ жизни, стремясь уделить как можно больше времени науке.
Его филологические интересы были достаточно обширны, хотя касались в первую очередь сравнительного языкознания (наиболее известная работа — Ausnahmen der ersten Lautverschiebung). Лотнер оставил несколько десятков статей (написанных на немецком и английском языках) о сравнительной лингвистике, древнеегипетском, коптском языках, о ряде диалектов Аравии и Абиссинии (ныне Эфиопия). Создал собственную схему «родословного древа» индоевропейских языков.